# Anita Linda
Anita Linda, nacida como Alice Lake y Bueñaflor (Pásay, 23 de noviembre de 1924-Manila, 10 de junio de 2020), fue una actriz de cine filipina, dos veces ganadora del premio FAMAS y del Gawad Urian.

## Biografía
Tuvo un papel romántico en su juventud, más tarde obtuvo los elogios de la crítica por sus interpretaciones en los roles maternos o ancianos. A la edad de 74 años, se convirtió en la actriz más longeva en ganar un premio FAMAS, cuando fue nombrada mejor actriz de reparto por Ang Babae sa Bubungang Lata. En 2008, a los 83 años, fue nombrada mejor actriz en el 10.º Festival Internacional Cinemanila de Cine (Sudeste de Asia Film Competition) por su interpretación del personaje principal en Adela.
Falleció a los 95 años el 10 de junio de 2020. La noticia fue confirmada por su hija Francesca.

## Premios

### Premios FAMAS
| Año  | Categoría               | Película                    | Resultado |
| ---- | ----------------------- | --------------------------- | --------- |
| 1974 | Mejor actriz de reparto | Tatlo, Dalawa, Isa          | Ganador   |
| 1998 | Mejor actriz de reparto | Ang Babae sa Bubungang Lata | Ganador   |

### Premios Gawad Urian
| Año  | Categoría               | Película    | Resultado |
| ---- | ----------------------- | ----------- | --------- |
| 1986 | Mejor actriz de reparto | Takaw Tukso | Ganador   |